# Burning Desire
Burning Desire — промосингл американской певицы Ланы Дель Рей, выпущенный 19 марта 2013 года лейблами Interscope и Polydor на сборнике «Paradise». Видеоклип был выпущен в день святого Валентина. Авторами сингла являются Лана Дель Рей и Джастин Паркер, а продюсером выступил Эмили Хейни.

## История создания
В 2012 году Лана Дель Рей была приглашена на фотосессию и съемки клипа с машиной Jaguar F-Type. На фотосессии и в самом клипе Лана была одета в белый сарафан, на губах была красная помада. Её пригласили выступить в Парижском автосалоне, где она исполнила композицию Burning Desire.
Сингл был написан в 2012 году для сборника Paradise Ланой Дель Рей и её продюсером Джастином Паркером, который так же писал композиции для альбома Ланы Born to Die.

## Музыкальное видео

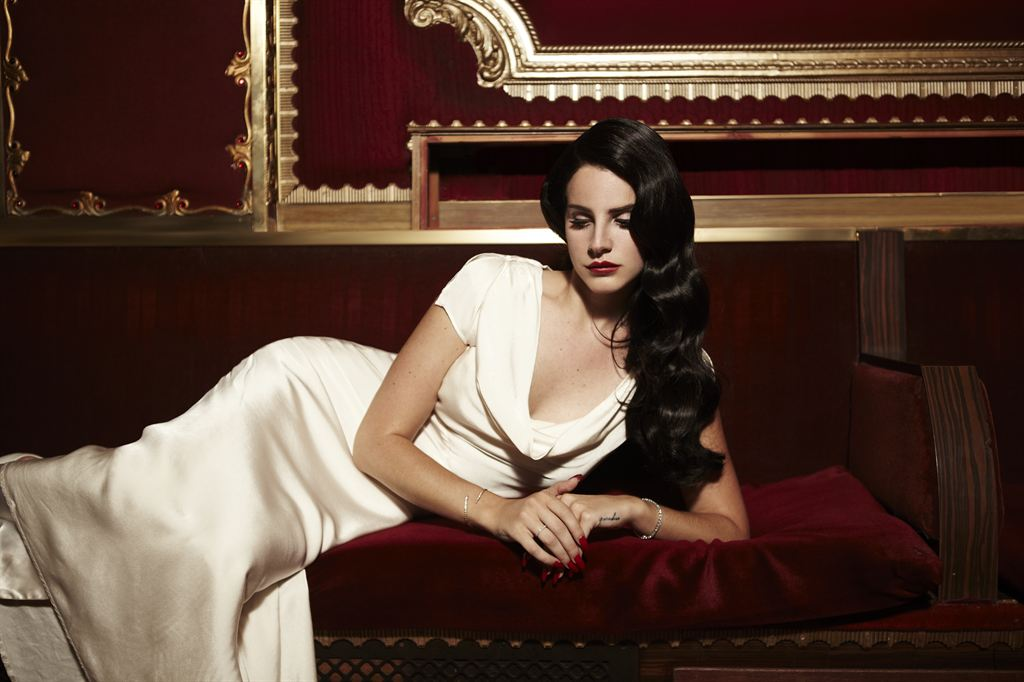
Промофото к видеоклипу на песню, сделанная в Париже

Музыкальное видео для Burning Desire было опубликовано в сети в день святого Валентина в 2013 году на VEVO, в котором певица показана как гость отеля, выступающая перед зрителями, и эти кадры перемешиваются с отрывками в машине Jaguar F-Type. Режиссёр музыкального видео Энтони Шармер решил снять клип на песню в бальном зале Rivoli в лондонском конце Юг. NME назвал видео «роскошным» и хорошим маркетинговым ходом. Desire Thompson из журнала Vibe отметил, что Лана Дель Рей выглядела в клипе на промосингл как мультяшный герой Джессика Рэббит в стиле 1960 годов.

## Реакция критиков
Музыкальный критик Карл Виллот писал, что в Burning Desire, Лана больше не играет в дурацкие video games, где она агент. В The Independent похвалили певицу и огласили её «Королевой поп-музыки».

## История релиза
| Страна | Дата          | Формат           | Лейбл              |
| ------ | ------------- | ---------------- | ------------------ |
| Канада | 19 марта 2013 | Digital download | Polydor Records    |
| США    | 19 марта 2013 | Digital download | Interscope Records |

## Чартография
| Чарт (2012)                  | Высочайшая позиция |
| ---------------------------- | ------------------ |
| UK (Official Charts Company) | 172                |